# Агонизм
Агонизм (от др.-греч. ἀγών агон, «борьба») — политическая теория, которая подчеркивает потенциально позитивные аспекты некоторых (но не всех) форм политического конфликта. Теория принимает постоянный конфликт как должное, но стремится показать, как люди могут воспринять это и положительно направить. По этой причине агонисты особенно обеспокоены дискуссиями о демократии. Эту традицию также называют агонистическим плюрализмом или агонистической демократией.

## Агонизм и другие традиции в политической мысли
Агонизм противостоит течению в марксистской концепции политики, известному как «материализм». Маркс согласился бы с агонистами, что общество всегда было полно конфликтов, когда он писал: «История всего до сих пор существующего общества — это история классовой борьбы». Он также считал, что причины конфликта — это неизбежные черты настоящего, то есть капиталистического общества. Но, по его мнению, история будет развиваться таким образом, чтобы в конце концов уничтожить капитализм и заменить его гармоничным обществом, которое было его концепцией коммунизма. Особенно в 1960-х и 1970-х годов многие, включая ученых, подписались на марксистский анализ. С тех пор некоторые из этих людей пришли к мнению, что «материалистическое представление об истории» не дает достаточных оснований для надежды на гармоничное общество. Муфф и Эрнесто Лакло среди тех, кто перешел к агонизму отталкиваясь от концепций марксизма и социальных движений середины прошлого века.
Шанталь Муфф говорит: «Я использую концепцию агонистического плюрализма, чтобы представить новый способ мышления о демократии, который отличается от традиционной либеральной концепции демократии как переговоров между интересами, а также отличается от модели, которую сейчас разрабатывают такие люди как Юрген Хабермас и Ролз. Несмотря на то, что у них много различий, Роулз и Хабермас сходятся в том, что целью демократического общества является создание консенсуса, и консенсус возможен только при условии, что люди смогут оставить в стороне свои конкретные интересы и мыслить как рациональные существ. Однако, хотя мы и хотим положить конец конфликту, если мы хотим, чтобы люди были свободными, мы всегда должны предусматривать возможность возникновения конфликта и обеспечивать арену, где различия могу сталкиваться. Демократический процесс должен обеспечить эту арену».